# Erdélyi Lipót
Erdélyi Lipót (1889-ig Erber) (Gyöngyös, 1861. január 6. – 1943. május 12.) nyitrai, majd kispesti iskolaigazgató. 

## Élete
Szülei Erber Ignác és Róth Mária (1929-1909) voltak. Testvérei Erber Simon és Mátray Mór voltak. Gyöngyösön és Budapesten végezte iskoláit. 1883-ban szerzett tanári oklevelet. 1908-ban Pozsonyban alsófokú kereskedelmi iskolai tanári képesítést szerzett.
1884-től tanított Nyitrán. 1907-től a nyitrai ortodox zsidó népiskola igazgatója volt.[forrás?] 1903-ban leányegyletet alapított. Az impériumváltáskor internálták és Illaván raboskodott, majd magyarsága miatt kénytelen volt elhagyni Nyitrát.
1919-1920-ban a kispesti iskola tanára. 1921-től a kispesti izraelita elemi iskola alapító igazgatója. 1924-ben épületet kaptak iskolai célra. 1925-ben nyugalomba vonult. Középiskolai hitoktató, majd hitoktatási felügyelő. A Nemzeti Szabadelvű Párt híveként Molnár József polgármesterré választását támogatta. Kispesten városi képviselő volt. 1931-ben Fábián Bélát támogatták az országgyűlési képviselő-választásokon.
Az Országos magyar izraelita tanítóegyesület rendes, illetve választmányi tagja volt. A Királyi Magyar Természettudományi Társulat tagja volt. A Kispesti Izraelita Hitközség Iskolaszékének elnöke, a Maszkil El Dal Segítő Egyesület alapítója és elnöke volt.
Az Izraelita Tanügyi Értesítő munkatársa volt. 1891-1893 között szerkesztette a Magyar Zsidó Népiskola című tanügyi havi folyóiratot. 1904-ben a Nyitramegyei Közlöny (később főszerkesztője), 1904-ben és 1905-ben a Nyitramegyei Ellenőr munkatársa. 1926-1929 között a Kispesti Híradó (Kispest—Szentlőrinci Hiradó) főszerkesztője. A Nemzeti Hírlap főszerkesztője, a Független Polgár főmunkatársa.
A kispesti izraelita újtemetőben helyezték örök nyugalomra.

## Elismerései
- 1908-ban ünnepelték Nyitrán tanítóságának negyedszázados jubileumát. Ünnepén a FMKE is köszöntötte.[16]
- 1917-ben a vallás- és közoktatásügyi miniszter a szegény gyermekek felruházásában szerzett érdemeiért elismerésben részesítette[17]
- 40 éves tanítói jubileumán is nyilvánosan felköszöntötték és ünnepelték
- Léderer-díj

## Művei
- 1888 Egyesületünk nyitramegyei körének közgyűlése. Izraelita Tanügyi Értesítő 13/5 (1888. május 1.)
- 1890 A zsidó népiskolai vallásoktatás módszertana. Nyitra
- 1896 Nyitra vármegye népoktatásügye 1895-ben. Nyitra
- 1896 Zum tausendjährigen Feste. Nyitrai Lapok 1896. május 3.
- 1896 Zum Festtage. Nyitra Lapok 1896. május 17.
- 1898 Emléklap a Nyitrai Izr. Hitközségi Népiskola új épületének felavatása alkalmából. Nyitrán, 1898. évi deczember hó 8. (szerk.)
- 1899 Emléklap. Libertiny Gusztáv királyi tanácsos, a Nyitramegye királyi tanfelügyelője 30 évi áldásos munkásságának megünneplése alkalmából az ünneplő közönségnek ajánlja a megyei tanítói kar (szerk.)
- 1918 Ágnes kisasszony. Nyitra
- 1928 Építkezni fog a kispesti izr. hitközség. Nemzet Hírlap 1928. július 31., 2-3.